# Vitex yaundensis
Espèce
Statut de conservation UICN

 CR A4c; B1ab(i,ii,iii,iv,v)+2ab(i,ii,iii,iv,v) : 
En danger critique
Vitex yaundensis Gürke est une espèce de plantes à fleurs du genre Vitex, de la famille des Verbenaceae,, selon la classification classique, actuellement classée dans la famille des Lamiaceae (APGIII).

## Description
C’est une plante à fleur, appartenant au groupe des dicotylédones.

## Répartition et habitat
Elle est native du Cameroun et a été collectée à Yaoundé et à la réserve forestière de la rivière du Moungo. Elle est endémique du Cameroun.
Son habitat naturel se trouve dans les forêts à feuilles persistantes, à 150–800 m d’altitude.

## Statut de protection
Elle est décrite selon les critères de l’IUCN comme une espèce en danger critique d’extinction (CR).

## Étymologie
L’épithète spécifique yaundensis se rapporte à la ville de Yaoundé, où elle a été découverte pour la première fois par Zenker en 1897.